# The Sharonz
A Sharonz (The Sharonz) egy 2017-ben alakult magyar alternatív-pop zenekar.

## Történetük
A zenekar 2017-ben alakult Almási Bálint (ének, gitár), Enghy Sáron (ének), Kaposi Benedek (cselló), Kovács Olivér (dob) és Tasnádi László (basszusgitár) részvételével. Bemutatkozó kislemezük és videóklipjük még ugyanebben az évben jelent meg Édentől keletre címmel. 2018-ban elnyerték a Nemzeti Kulturális Alap Hangfoglaló Programjának Induló Előadó Támogatását, amelynek köszönhetően 2019-ben felvették első nagylemezüket, az Illúziót, valamint a lemezen szereplő Vadvirág című dalhoz videóklipet is készítettek, amely kiemelkedő nézettséget produkált. Szintén 2019-ben két poszton is tagcsere történt a zenekarban: Enghy Sáront Kovács Dóra (ének), Kaposi Benedeket pedig Simon Zsófia (brácsa) váltotta, de egy új tag is érkezett Szobonya Levente személyében, aki gitár fronton erősítette a csapatot. Az együttes már az új felállásban koncertezte végig a nyarat. Többek között felléptek a Fishing On Orfűn, a Művészetek Völgyében, a szolnoki Tiszavirág Fesztiválon, valamint több városi rendezvényen és falunapon.
A 2020-as év eleje ismét változást hozott a csapat összetételében: Kovács Dóra helyett Kasztel Réka (ének) érkezett a zenekarba, valamint Simon Zsófiát Újj Zsombor (hegedű) váltotta. A koronavírus-járvány ellenére az együttes igyekezett minden lehetőséget kihasználni: az év folyamán megjelentettek 3 kislemezt (Árnyékok lettünk, Én ma veled utazom, Klisé), live session videót forgattak az elmaradt koncertek pótlására, emellett a kecskeméti Gong Rádió és a Beat! online rádió rotációban játszotta a dalaikat. Ugyanebben az évben újfent valtozott a zenekar felállása: Szobonya Levente és Újj Zsombor távozása után Gyulai Sámuel (billentyű) csatlakozott a csapathoz.
2021 is mozgalmasan indult számukra. Januárban ismét live session videót forgattak, megjelent az Én nem című daluk, majd videóklipet készítettek az augusztusban debütáló Fekete valcer kislemezhez, amelynek premierje a Petőfi Rádióban volt. A nyár folyamán több koncertet adtak országszerte, majd 2021. november 5-én megjelent második nagylemezük a Szép más világ. A lemez címadó dala és az Utolsó ilyen dal című daluk, amelyben Csorba Lóránt a Lóci Játszik zenekar frontembere működött közre, bekerült a Petőfi Rádió, a Beat! és a Gong Rádió lejátszási listájába is.
Azonban még az év vége is tartogatott meglepetést a zenekar számára: a Szép más világ című daluk bekerült A DAL 2022 legjobb 40 produkciója közé, amelynek köszönhetően a zenekar részt vett a 2022 januárjában induló tehetségkutató műsorban, ahol a harmadik válogató adás 6. helyén végeztek. A Petőfi TV 2022. március 31-i Én Vagyok Te! adásában a zenekar Nemazalány Üres szívek című dalát adta elő, míg BariLaci a Sharonz Fekete Valcer című szerzeményét dolgozta fel.
2022-ben az együttes több koncertet is adott az év folyamán az ország számos pontján, amelyeken már Hollós Marci szaxofonossal léptek fel, aki a zenekar legújabb tagja. Többek között nagy sikerű koncertet adtak az A38 hajón a Teddy Queen társaságában, illetve a Bagossy Brothers Company előzenekara is voltak a kazincbarcikai Kolorfesztiválon. 2022. október 22-én  jelent meg a zenekar Dilemma című EP-lemeze, valamint ugyanebben a hónapban tartották meg az 5. születésnapi koncertjüket, ahol mások mellett Csorba Lóránt, a Lóci Játszik frontembere is fellépők között volt.
2023. január 10-én jelent meg újabb klipjük, melyet a Dilemma című dalukhoz forgattak. Februárban jelentette be az együttes, hogy ismét bekerültek A DAL 2023 legjobb 40 produkciója közé a Dilemma című szerzeményükkel, ahol a harmadik válogató adás 8. helyén végeztek.
2023. május 8-án az M2 Petőfi TV Akusztik című műsorában volt látható a zenekar, ahol Ekanem Bálint volt a vendégük az Én ma veled utazom című dalukban.
2023. június 1-jén jelent meg a zenekar következő, Valami nevet viselő kislemeze, amelyhez egy, a 80-as évek hangulatát idéző videóklip is készült, majd augusztus 1-jén pedig a Hellohoz készült egy újabb videó, amelynek képanyagát az A38-on tartott koncertjükön rögzítették.
2023. október 7-én a csapat a SzerencseSzombat műsorában vendégeskedett, ahol a Dilemma és a Hello című dalaikat adták elő.
2023. október 28-án az együttes harmadik nagylemeze is napvilágot látott Ez van címmel. A 12 dalt tartalmazó korong a zenekar eddigi legérettebb, és ugyanakkor legváltozatosabb zenei anyaga lett, hiszen a lüktető dancehall ritmusok mellett, a rockosabb hangzású dalok és a klasszikus popballadák is megtalálhatók a lemezen.

## Tagok

### Jelenlegi tagok
- Kasztel Réka - ének
- Almási Bálint - ének, gitár
- Gyulai Sámuel - billentyű
- Hollós Marci - szaxofon
- Kovács Olivér - dob
- Tasnádi László - basszusgitár

### Korábbi tagok
- Enghy Sáron - ének
- Kaposi Benedek - cselló
- Kovács Dóra - ének
- Simon Zsófia - brácsa
- Szobonya Levente - gitár
- Újj Zsombor - hegedű

## Diszkográfia

### Nagylemezek
| Év   | Album                                                                     |
| ---- | ------------------------------------------------------------------------- |
| 2019 | Illúzió - Kiadó: Music Fashion Kft. - Megjelent: 2019. október 1.         |
| 2021 | Szép más világ - Kiadó: Music Fashion Kft. - Megjelent: 2021. november 5. |
| 2023 | Ez van - Kiadó: Music Lab Agency Kft. - Megjelent: 2023. október 28.      |

### EP-k (minialbumok)
- 2018 - Te meg én

- 2022 - Dilemma

### Kislemezek
- 2017 - Édentől keletre
- 2020 - Árnyékok lettünk
- 2020 - Én ma veled utazom
- 2020 - Klisé
- 2021 - Én nem
- 2021 - Fekete valcer
- 2021 - Vidd el a fényt
- 2023 - Valami

## Videóklipek, session videók
- 2017 - Édentől keletre
- 2019 - Vadvirág
- 2020 - Árnyékok lettünk (szöveges videó)
- 2020 - Live Session 1
- 2020 - Klisé
- 2021 - Live Session 2
- 2021 - Fekete valcer
- 2022 - Szép más világ (Akusztik) - A DAL 2022
- 2022 - Üres szívek (Én Vagyok Te!)
- 2022 - Soundcam - #fridaysession 1. rész
- 2022 - Soundcam - #fridaysession 2. rész
- 2022 - Dilemma
- 2023 - Valami
- 2023 - Hello
- 2023 - Dilemma - SzerencseSzombat

## Média megjelenések
- MPW talent - 2021. augusztus 17.
- A DAL 2022 interjú - 2022. február 9.
- Család-barát interjú - 2022. február 10.
- Pesti Tv - 2022. április 14.
- Petőfi TV Friss! - 2022. november 10.
- Dilemma klippremier - 2023. január 11.

## Díjak, elismerések, versenyek
- 2018 - Produceri különdíj - Dobbantó Tehetségkutató
- 2018 - Nemzeti Kulturális Alap Hangfoglaló Programjának Induló Előadó Támogatása
- 2020 - Pincejárat Tehetségkutató - 1. hely
- 2021 - Kárpát-medencei könnyűzenei verseny és találkozó - 2. és 3. hely két kategóriában
- 2021 - A DAL 2022 - legjobb 40 produkció - harmadik válogató 6. hely
- 2023 - A DAL 2023 - legjobb 40 produkció - harmadik válogató 8. hely